# Maria Lourdes Sereno
Maria Lourdes A. Sereno (Manilla, 2 juli 1960) is een Filipijns rechter. Ze was van 2012 tot 2018 opperrechter van het Filipijns hooggerechtshof. Sereno was daarvoor sinds 2010 rechter in het hooggerechtshof. In 2018 werd Sereno als eerste Filipijnse opperrechter ooit door haar collegarechters van het hooggerechtshof uit haar ambt gezet.

## Biografie
Sereno studeerde economie aan de Ateneo de Manila University. Na het behalen van haar Bachelor-diploma economie studeerde ze rechten aan de University of the Philippines, waar ze in 1984 haar cum laude en als beste van het jaar afstudeerde. In 1993 behaalde ze ook haar master-diploma rechten aan de Amerikaanse University of Michigan. In 1998 kreeg de onderscheiding TOWNS (Ten Outstanding Women in the Nation's Service). Sereno doceerde vanaf 2000 aan de Philippine Judicial Academy. Ook doceerde ze aan de Hague Acadamy of International Law in Cambodja in november 2004. Sereno was een van de juristen die met succes de belangen van de Filipijnse overheid behartigden in zaken tegen de Duitse firma Fraport AG en het Filipijnse Air Terminals Corp. (Piatco) voor verschillende international tribunalen. Op 13 augustus 2010 werd Sereno door president Benigno Aquino III benoemd tot rechter van het hooggerechtshof als opvolger van de tot opperrechter benoemde Renato Corona. Ze werd daarmee de 13e vrouwelijke rechter uit de geschiedenis van het hof en de jongste benoemde sinds Cesar Bengzon in 1945. Op het moment van haar benoeming was ze directeur bij het Asian Institute of Management.
Op 24 augustus 2012 werd ze door Aquino benoemd tot opvolger van de afgezette opperrechter Renato Corona. Met zijn benoeming van Sereno week Aquino af van het gebruik om langstzittende rechter in het hooggerechtshof tot opperrechter te benoemen. Ze was daarmee de 24e opperrechter van het hof. Ten tijde van haar benoeming tot opperrechter was ze de op een na jongste opperrechter ooit en tevens de eerste vrouwelijk opperrechter. In 2018 werd Sereno uit haar ambt gezet door haar collegarechters van het Hooggerechtshof. Critici beschouwden deze actie als een politieke gemotiveerde daad om de Sereno, die bekend stond als een criticus van het regime van president Rodrigo Duterte, uit de weg te ruimen.
Cayetano Arellano · Victorino Mapa · Manuel Araullo · Ramon Avanceña · Jose Abad Santos · José Yulo · Manuel Moran · Ricardo Paras jr. · Cesar Bengzon · Roberto Concepcion · Querube Makalintal · Fred Castro · Enrique Fernando · Felix Makasiar · Ramon Aquino · Claudio Teehankee sr. · Pedro Yap · Marcelo Fernan · Andres Narvasa · Hilario Davide jr. · Artemio Panganiban · Reynato Puno · Renato Corona · Maria Lourdes Sereno · De Castro
- Gemeinsame Normdatei: 171687558
- International Standard Name Identifier: 0000 0000 8739 9667
- Library of Congress Control Number: n97903914
- Nederlandse Thesaurus van Auteursnamen: 170305848
- Virtual International Authority File: 126843840
- WorldCat: E39PBJdGMTCkVv8DRxF6r4DKBP

Opperrechter: Peralta
Rechters: Pernas-Bernabe · Leonen · Caguioa · Gesmundo · Reyes jr. · Hernando · Carandang · Lazaro-Javier · Inting · Zalameda · Lopez · Delos Santos · Gaerlan